# Абелян, Мовсес
Мовсес Семенович Абелян (арм. Մովսես Աբելյան; род. 1963, Ереван, Армянская ССР, СССР) — дипломат и сотрудник Организации Объединённых Наций. С 1 сентября 2019 года занимает должность заместителя Генерального секретаря Организации Объединённых Наций по делам Генеральной Ассамблеи и конференционному управлению.

## Образование и карьера
Мовсес Абелян получил образование в Армении, Российской Федерации и Соединённых Штатах Америки.
С |1989 по 1992 год, до поступления на дипломатическую службу Армении, Абелян занимался учебной и научной работой в должности доцента Ереванского государственного университета.
До поступления на службу в Организацию Объединённых Наций Абелян занимал должности заместителя Постоянного представителя Армении при Организации Объединённых Наций (1996-1998 г.г.) и Постоянного представителя Армении при Организации Объединённых Наций (1998-2003 г.г.). На протяжении своей дипломатической карьеры Абелян занимал ряд важных постов в системе ООН, в том числе посты Председателя Пятого комитета Генеральной Ассамблеи на 53-й сессии Ассамблеи (1998 год); заместителем Председателя Комиссии по разоружению и Специальным представителем на переговорах по реформе системы финансирования операций Организации Объединённых Наций по поддержанию мира (2000 год); Председателем Исполнительного совета Детского фонда Организации Объединённых Наций (ЮНИСЕФ); и Координатором по вопросам реформы Организации Объединённых Наций на пятьдесят седьмой сессии Генеральной Ассамблеи (2002 год).
В 2011—2016 г.г. занимал пост директора Отдела по делам Совета Безопасности, выполняя функции секретаря Совета Безопасности и оказывая практическую консультативную помощь Председателю и членам Совета и его вспомогательных органов по вопросам, касающимся работы, практики и процедур Совета Безопасности.
В 2019 году был назначен на должность заместителя Генерального секретаря Организации Объединённых Наций по делам Генеральной Ассамблеи и конференционному управлению, возглавив Департамент по делам Генеральной Ассамблеи и конференционному управлению.

## Личная жизнь
Женат, имеет своих детей.